# Pi2 Pegasi
Pi2 Pegasi (π2 Pegasi, förkortat Pi2 Peg, π2 Peg) som är stjärnans Bayerbeteckning, är en ensam stjärna belägen i den norra delen av stjärnbilden Pegasus. Den har en skenbar magnitud på 4,29 och är synlig för blotta ögat där ljusföroreningar ej förekommer. Baserat på parallaxmätning inom Hipparcosuppdraget på ca 12,4 mas, beräknas den befinna sig på ett avstånd på ca 263 ljusår (ca 81 parsek) från solen.

## Egenskaper
Pi2 Pegasi är en gul till vit jättestjärna av spektralklass F5 III. Den har en massa som är ca 2,5 gånger större än solens massa, en radie som är ca 8 gånger större än solens och utsänder från dess fotosfär ca 100 gånger mera energi än solen vid en effektiv temperatur på ca 6 400 K.